# Orgilus anurus
Orgilus anurus är en stekelart som beskrevs av Thomson 1895. Orgilus anurus ingår i släktet Orgilus och familjen bracksteklar. Arten är reproducerande i Sverige. Inga underarter finns listade i Catalogue of Life.